# Врли-Край
Врли-Край (серб. Врли Крај / Vrli Kraj) — село в общине Власеница Республики Сербской Боснии и Герцеговины. Население составляет 54 человек по переписи 2013 года.